# 아이노카제토야마 철도선
아이노카제토야마 철도선(일본어: あいの風とやま鉄道線)은 아이노카제토야마 철도의 철도 노선이다. 일본 이시카와현 가호쿠군 쓰바타정에 위치한 구리카라역과 니가타현 이토이가와시에 위치한 이치부리역을 잇는다.

## 역사
- 2015년
  - 3월 14일: 호쿠리쿠 신칸센 나가노 ~ 가나자와 구간 연장 개통에 따라 서일본 여객철도(JR 서일본) 호쿠리쿠 본선으로부터 이관.
  - 3월 26일: 이스루기 ~ 엣추미야자키 구간에 ICOCA 도입.
- 2017년 4월 15일: 구리카라역에 ICOCA 도입.
- 2018년 3월 17일: 다카오카야부나미역이 영업을 개시.
- 2022년 3월 12일: 신토야마구치역이 영업을 개시.

## 운행 형태
IR 이시카와 철도선 가나자와 ~ 구리카라 ~ 도야마 구간에서 직결 운행을 실시해서 이 구간에는 IR 이시카와 철도 소속 차량도 주행한다. 그리고 평일(월 ~ 금, 공류일 제외)에 쾌속 열차로 아이노카제 라이너가 하루 당 3회 가나자와 ~ 도야마 ~ 도마리 구간에서 운행된다.
평일 아침에는 서일본 여객철도(JR 서일본) 조하나 선에서 운행되는 도야마 행 열차가 다카오카 ~ 도야마 구간에서 JR 서일본의 동차로 운행된다.
도야마 ~ 이치부리 ~ 이토이가와(에치고토키메키 철도 니혼카이 히스이 라인) 구간은 도마리에서 니혼카이 히스이 라인 차량과 갈아타는 방식이는데 아침·저녁에는 하루 당 2회 아이노카제토야마 철도 차량이 이토이가와까지 운행된다.

## 차량
- 아이노카제토야마 철도 521계 전동차
- IR 이시카와 철도 521계 전동차 (구리카라 ~ 도야마)
- JR 서일본 40형·47형 동차(다카오카 ~ 도야마, 조하나 선 직결 운행 열차, 평일만에 운행)
- 에치고토키메키 철도 ET122형 동차(도마리 ~ 이치부리)

## 역 목록
| 역 이름             | 일본어 이름  | 역간 거리 (km) | 영업 거리 (km) | 마이바라 기점 (km) | 라 *¹                                                | 접속 노선                                       | 소재지                       | 소재지 | 소재지                       |
| ------------------- | ------------ | -------------- | -------------- | ------------------ | ---------------------------------------------------- | ----------------------------------------------- | ---------------------------- | --- | ---------------------------- |
| 구리카라            | 倶利伽羅     | -              | 0.0            | 194.4              | ｜                                                   | IR 이시카와 철도 IR 이시카와 철도선 (직결 운행) | 이시카와현 가호쿠군 쓰바타정 | 이시카와현 가호쿠군 쓰바타정 | 이시카와현 가호쿠군 쓰바타정 |
| 이스루기            | 石動         | 6.8            | 6.8            | 201.2              | ●                                                    |                                                 | 도야마현                     | 오야베시 | 오야베시                     |
| 후쿠오카            | 福岡         | 7.2            | 14.0           | 208.4              | ｜                                                   | 다카오카시                                      | 다카오카시                   | |                              |
| 니시타카오카        | 西高岡       | 3.5            | 17.5           | 211.9              | ｜                                                   | 다카오카시                                      | 다카오카시                   | |                              |
| 다카오카야부나미    | 高岡やぶなみ | 2.7            | 20.2           | 214.6              | ｜                                                   | 다카오카시                                      | 다카오카시                   | |                              |
| 다카오카            | 高岡         | 2.6            | 22.8           | 217.2              | ●                                                    | 다카오카시                                      | 다카오카시                   | 서일본 여객철도 조하나 선 (평일과 토요일은 도야마 역까지 직결 운전) 서일본 여객철도 히미선 만요센 다카오카 궤도선(다카오카에키 정류장)            |                              |
| 엣추다이몬          | 越中大門     | 3.7            | 26.5           | 220.9              | ｜                                                   |                                                 | 이미즈시                     | 이미즈시 |                              |
| 고스기              | 小杉         | 3.7            | 30.2           | 224.6              | ●                                                    |                                                 | 이미즈시                     | 이미즈시 |                              |
| 구레하              | 呉羽         | 6.6            | 36.8           | 231.2              | ｜                                                   | 도야마시                                        | 도야마시                     | |                              |
| 도야마              | 富山         | 4.8            | 41.6           | 236.0              | ●                                                    | 도야마시                                        | 도야마시                     | 서일본 여객철도 호쿠리쿠 신칸센, 다카야마 본선 도야마 지방 철도 본선(전철 도야마 역) 도야마 지방 철도 시내 궤도선, 도야마코 선(도야마에키 정류장) |                              |
| 도야마카모쓰 (화물) | 富山貨物     | 2.8            | 44.4           | 238.8              | ｜                                                   | 도야마시                                        | 도야마시                     | |                              |
| 신토야마구치        | 新富山口     | 1.2            | 45.6           | 240.0              | ｜                                                   | 도야마시                                        | 도야마시                     | |                              |
| 히가시토야마        | 東富山       | 2.6            | 48.2           | 242.6              | ｜                                                   | 도야마시                                        | 도야마시                     | |                              |
| 미즈하시            | 水橋         | 4.9            | 53.1           | 247.5              | ｜                                                   | 도야마시                                        | 도야마시                     | |                              |
| 나메리카와          | 滑川         | 5.5            | 58.6           | 253.0              | ●                                                    | 도야마 지방 철도 본선                           | 나메리카와시                 | 나메리카와시 |                              |
| 히가시나메리카와    | 東滑川       | 3.5            | 62.1           | 256.5              | ｜                                                   |                                                 | 나메리카와시                 | 나메리카와시 |                              |
| 우오즈              | 魚津         | 5.0            | 67.1           | 261.5              | ●                                                    | 도야마 지방 철도 본선(신우오즈역)               | 우오즈시                     | 우오즈시 |                              |
| 구로베              | 黒部         | 6.3            | 73.4           | 267.8              | ●                                                    |                                                 | 구로베시                     | 구로베시 |                              |
| 이쿠지              | 生地         | 4.0            | 77.4           | 271.8              | ｜                                                   |                                                 | 구로베시                     | 구로베시 |                              |
| 니시뉴젠            | 西入善       | 4.2            | 81.6           | 276.0              | ｜                                                   | 시모니카와군                                    | 뉴젠정                       | |                              |
| 뉴젠                | 入善         | 3.9            | 85.5           | 279.9              | ●                                                    | 시모니카와군                                    | 뉴젠정                       | |                              |
| 도마리              | 泊           | 5.2            | 90.7           | 285.1              | ●                                                    | 시모니카와군                                    | 아사히정                     | |                              |
| 엣추미야자키        | 越中宮崎     | 4.7            | 95.4           | 289.8              |                                                      | 시모니카와군                                    | 아사히정                     | |                              |
| 이치부리            | 市振         | 4.7            | 100.1          | 294.5              | 에치고토키메키 철도 니혼카이 히스이 라인 (직결 운행) | 니가타현 이토이가와시                           | 니가타현 이토이가와시        | 니가타현 이토이가와시 |                              |

- *¹: 아이노카제 라이너 정차역을 뜻함.